# 122-mm-Haubitze M1910/30
Die 122-mm-Haubitze M1910/30 (russisch 122-мм гаубица обр. 1910/30 гг.) ist eine sowjetische mittlere Feldhaubitze mit einem Kaliber von 121,92 mm, die während des Zweiten Weltkrieges verwendet wurde. Sie ist eine Modernisierung der russischen 122-mm-Haubitze M1910, die während des Ersten Weltkrieges verwendet wurde.

## Sonstiges
Trotz des hohen Alters der M 1910/30 konnte es sich die Wehrmacht nicht leisten, auf die während des Angriffs auf die Sowjetunion erbeuteten Geschütze zu verzichten. Auf deutscher Seite wurden sie unter der Bezeichnung 12,2-cm-leichte  Feldhaubitze 388 (r) (r für russisch) in Dienst gestellt. Insbesondere am Atlantikwall, aber auch in Divisionen an der Ostfront und auf dem Balkan kam das Geschütz zum Einsatz.